# سلالة هارون

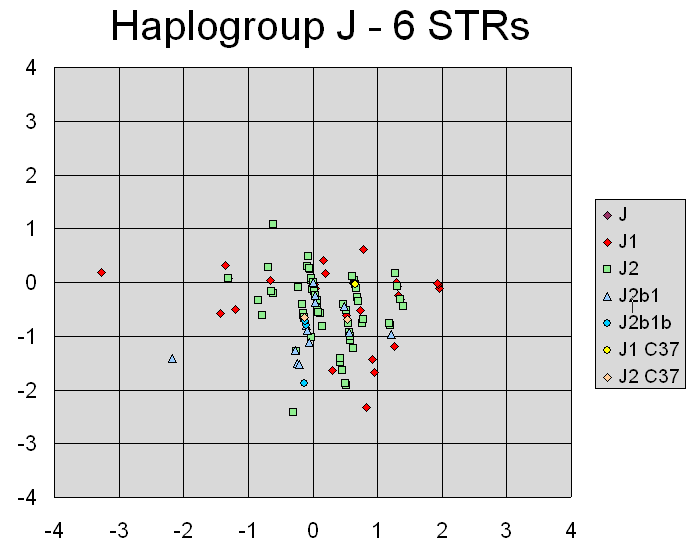

سلالة هارون يطلق هذا الاسم على مجموعة من الأشخاص من رجال الدين اليهود من الكهنة والحاخامات من حاملي كروموسوم أبوي معين ويشتركون بنفس الكروموسوم الذكوري الأبوي وحسب النظرية فإنهم من سلالة النبي هارون. حسب المعتقد الكتابي فإن أبناء هارون وسلالته هم المسئولون عن تنظيم المراسم الدينية والكهنوت بحسب ما جاء في سفر اللاويين.

## كروموسوم هارون Y
لقد قامت هذه النظرية العلمية علئ أبحاث دي إن إيه أُخذت من غالبية رجال الدين اليهود المعروفين باسم الكوهنيم أو كوهين المشتركين بنفس الصفات الوراثية ل 6 علامات من Y-STR والذي أطلق عليه الباحثون اسم نموذج الكوهنيم أو “CMH” Cohen Model Haplotype .
ولقد اقترحت هذه الأبحاث المبكرة وباستخدام علامات ال 12 Y-STR بأن نصف عدد المعاصرين اليهود الكوهنيم يشتركون بالكروموسوم Y-J1M267 وتحديدا تحت النمط الانفرادي Haplogroup J-P58 أو ما يطلق عليه أيضا ب (J1c3) بينما يشترك بعض من مجموعة الكوهنيم الأقل عددًا بأصل ذكوري مشترك آخر يدعى Haplogroup J2a.
وبدراسة الهبلوكروب " Haplogroup" J1 M267 والذي ينحدر منه كل من الكوهنيم اليهود والذين يدعون أنهم من نسل النبي هارون من ذوي التفرع J1c3 P58، يتضح وجود قاسم مشترك في الأصول في الكروموسوم الذكوري Y لكل من سكان الأهوار،(J1)  والذين يعتقد أنهم منحدرين من بلاد سومر والمدن السومرية في بلاد الرافدين (6500 BC-1940 BC) لتشابه طريقة حياتهم الحالية مع الحياة السومرية وجين هارون معظمها تحت الهبلوكروب J1 M267 وبالاخص ما يعرف سابقا ب J1c3 P58 وحاليا ب J1a2b. وأيضا Dys388=16 وDys391=10 وYCAII-a=22 وYCAII-b=22.
وفي الجهة المقابلة يذهب بعض العلماء ومنهم أناتول كليسوف إلى أن الكرومسوم J2 (J-M172) هو الأقرب إلى أن يكون منه سلالة الكوهنيم، حيث أن الجد الجامع للكوهنيم على سلالة J2 عاش قبل 3300 عام وهو ما يتوافق مع الفترة التاريخية لعصر هارون بينما الجد الجامع للكوهنيم على سلالة J1 عاش قبل 1070 عام.
بالإضافة إلى ذلك ذهبت العالمة نادية الظاهري إلى أن سكان العراق القدماء من سومريين وبابليين كانوا ينتمون إلى سلالة J2 (J-M172) وهذا يتوافق مع دراسة كليسوف نظراً لكون إبراهيم من سكان العراق القدماء قبل هجرته من أور إلى كنعان حسب رواية التوراة.